# Mississippi National Guard

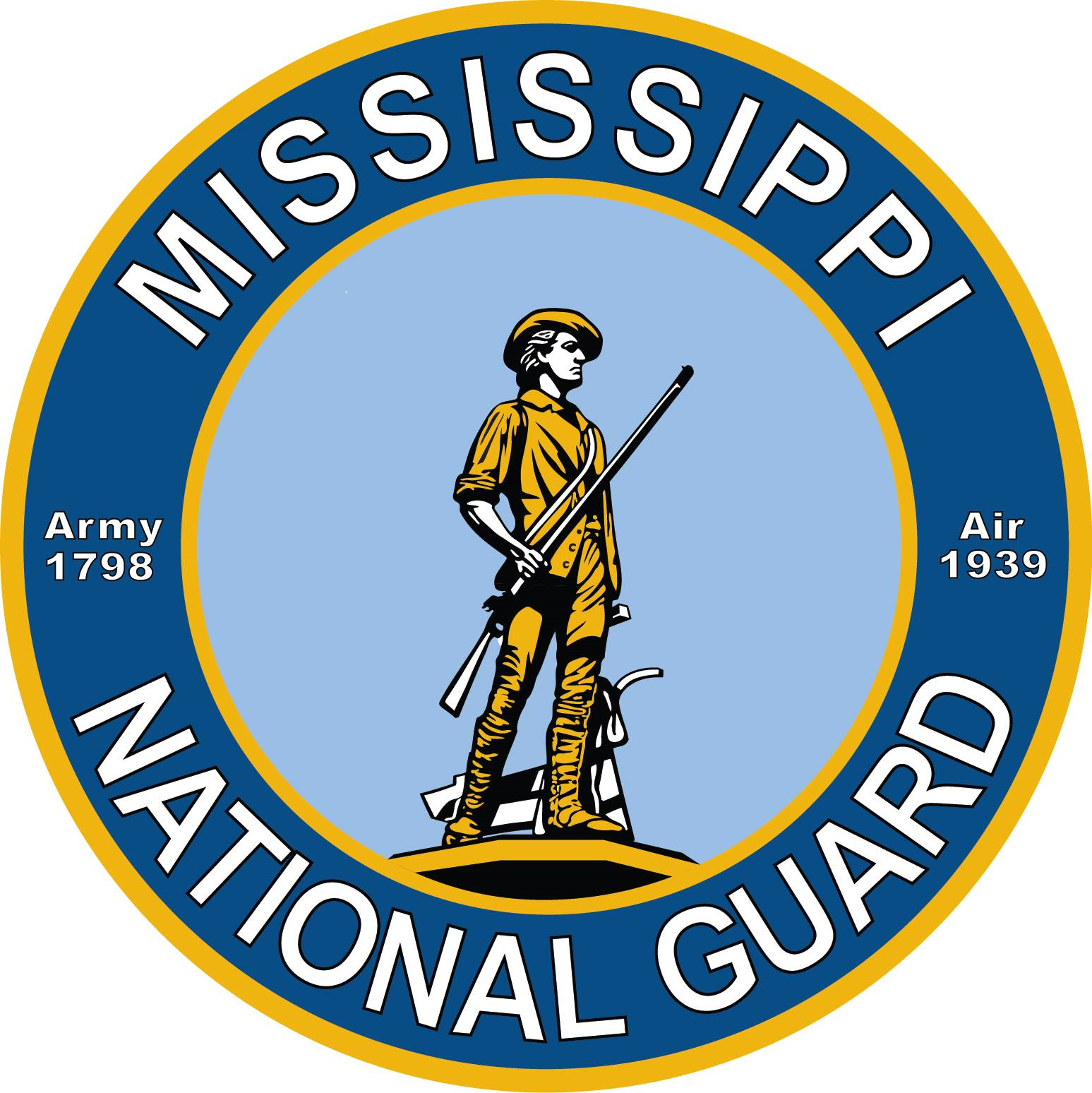
Logo der Mississippi National Guard

Die Mississippi National Guard (MSNG) des Mississippi Military Department des US-Bundesstaates Mississippi ist Teil der im Jahr 1903 aufgestellten Nationalgarde der Vereinigten Staaten (akronymisiert USNG) und somit auch Teil der zweiten Ebene der militärischen Reserve der Streitkräfte der Vereinigten Staaten.

## Organisation
Die Mitglieder der Nationalgarde sind freiwillig Dienst leistende Milizsoldaten, die dem Gouverneur von Mississippi (aktuell Tate Reeves) unterstehen. Bei Einsätzen auf Bundesebene ist der Präsident der Vereinigten Staaten Commander-in-Chief. Adjutant General of Mississippi ist Brigadier General Janson D. Boyles.
Die Mississippi National Guard führt ihre Wurzeln auf Milizverbände aus dem Jahr 1798 zurück. Der Staat Mississippi wurde allerdings erst am 10. Dezember 1817 als 20. Staat in die Union aufgenommen. Die Air National Guard wurde 1939 gegründet. Die Nationalgarden der Bundesstaaten sind seit 1903 bundesgesetzlich und institutionell eng mit der regulären Armee und Luftwaffe verbunden, so dass (unter bestimmten Umständen mit Einverständnis des Kongresses) die Bundesebene auf sie zurückgreifen kann. Davon zu trennen ist die z. Zt. ca. 300 Mitglieder umfassende Staatsgarde, die Mississippi State Guard, die allein dem Bundesstaat verpflichtet ist und im Ersten und Zweiten Weltkrieg die in Europa und im pazifischen Raum dienende Nationalgarde an der Heimatfront ersetzte.
Die Mississippi National Guard besteht aus den beiden Teilstreitkraftgattungen des Heeres und der Luftstreitkräfte, namentlich der Army National Guard und der Air National Guard. Die Mississippi Army National Guard hatte 2017 eine Stärke von 9.547 Personen, die Mississippi Air National Guard eine von 2.582, was eine Personalstärke von gesamt 12.129 ergibt.

## Wichtige Einheiten und Kommandos
- Joint Forces Headquarters[2] in Jackson
  - 154th Regiment (Regional Training Institute)[2]
    - 1st Battalion (Armor)[2]
    - 2nd Battalion (Infantry)[2]
    - 3rd Battalion (Non Commissioned Officers Academy)[2]
    - 4th Battalion (Medical)[2]

  - 972nd JAG Detachment[2]
  - Detachment 16, Operational Support Airlift Command (OSA)[2]

### Army National Guard
- 155th Armored Brigade Combat Team in Tupelo[3]
  - 1st Squadron, 98th Cavalry Regiment in Amory[3]
  - 1st Battalion, 155th Infantry Regiment in McComb[3]
  - 2nd Battalion, 198th Armor Regiment in Senatobia[3]
  - 2nd Battalion, 114th Field Artillery Regiment in Starkville[3]
  - 106th Brigade Support Battalion in Hattiesburg[3]
  - 150th Brigade Engineer Battalion in Meridian[3]
- 184th Sustainment Command in Laurel[4]
  - 168th Engineer Brigade[4]
    - 223rd Engineer Battalion[4]
    - 890th Engineer Battalion[4]

  - 298th Support Battalion[4]
    - 367th Maintenance Company[4]
    - 3656th Maintenance Company[4]
    - 1387th Quartermaster Company (Water)[4]
    - 1687th Transportation Company (Medium Truck)[4]

  - 31st Support Detachment (Rear Operations Center)[4]
  - 114th Support Detachment (Army Liaison Team)[4]
- 66th Troop Command[5]
  - 185th Aviation Brigade[6]
  - 2nd Battalion, 20th Special Forces Group[7]
  - Army National Guard Special Operations Detachment South in Jackson[8]
  - 47th Civil Support Team in Flowood[9]
  - 102d Public Affairs Detachment[10]

### Air National Guard
- 172nd Airlift Wing auf der Allen C. Thompson Field Air National Guard Base[11]
- 186th Air Refueling Wing auf dem Meridian Regional Airport
- Combat Readiness Training Center
- 209th Civil Engineering Squadron
- 238th Air Support Operations Squadron
- 248th Air Traffic Control Squadron
- 255th Air Control Squadron